# Efekt Obertha
Efekt Obertha — zjawisko wykorzystywane w astronautyce, w którym statek kosmiczny zdążający do studni grawitacyjnej używa silników, aby jeszcze bardziej zwiększyć prędkość. W efekcie tego manewru statek osiąga większą energię kinetyczną, niż gdyby użył takiego samego impulsu siły ciągu poza studnią grawitacyjną. W praktyce oznacza to, że najbardziej efektywnym sposobem wykorzystania paliwa rakietowego na orbicie jest użycie go możliwie najbliżej perycentrum, gdy prędkość orbitalna statku – a tym samym jego energia kinetyczna – jest największa. W skrajnych przypadkach może zachodzić korzyść z poświęcenia części paliwa statku celem jego spowolnienia ciągiem przeciwnym i głębszego wprowadzenia do studni grawitacyjnej, aby potem przy drugim, właściwym zapłonie statek uzyskał większy efekt dzięki manewrowi Obertha. 
Nazwa zjawiska i manewru upamiętnia austro-węgierskiego fizyka, Hermanna Obertha, który opisał je jako pierwszy w 1927 roku .
Z racji że statek znajduje się w perycentrum przez krótki czas, do wykonywania manewru Obertha najbardziej nadają się napędy zdolne wygenerować możliwie jak najsilniejszy impuls w jak najkrótszym czasie. Korzystniejsze w tym zastosowaniu będą silniki rakietowe wysokiego ciągu, np. na paliwa płynne, a znacznie mniej przydatne byłyby silniki niskiego ciągu, np. jonowe, które wymagają długiego czasu, aby uzyskać prędkość. Efektem Obertha można także opisać zachowania rakiet wielostopniowych, w których paliwo górnego stopnia przy prędkościach powyżej kilku kilometrów na sekundę wytwarza znacząco więcej energii kinetycznej, niż posiada zgromadzonej energii chemicznej . Skuteczność efektu Obertha rośnie z prędkością obiektu, bowiem sam przenoszony pędnik poza potencjalną energią chemiczną posiada znaczną energię kinetyczną. Wyrzut spalanego pędnika wstecz przy wysokiej prędkości pozwala przełożyć na statek większą zmianę energii kinetycznej pędnika. Tym samym zjawisko to nie łamie zasady zachowania energii.